# Motocicleta eléctrica

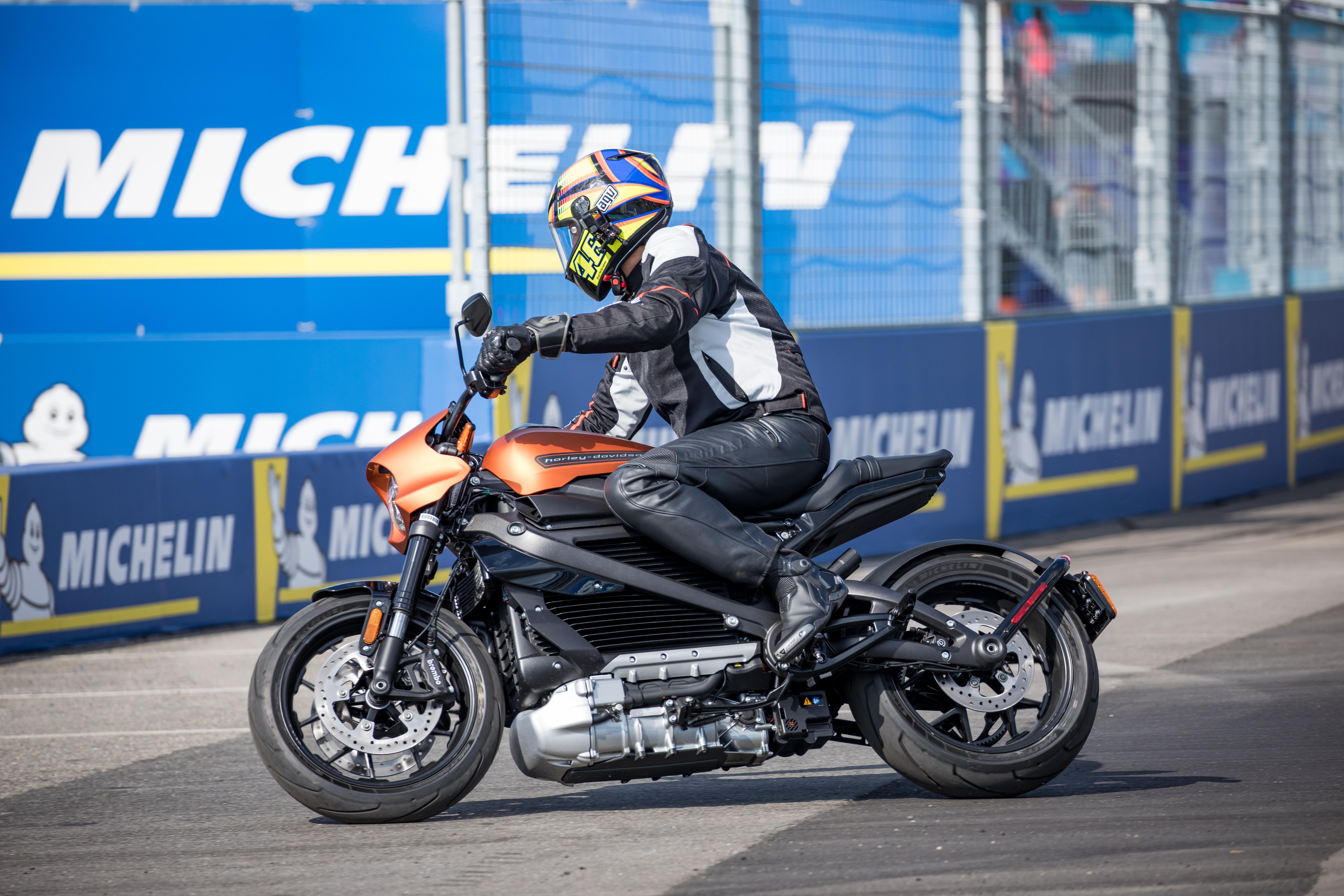
Harley-Davidson LiveWire

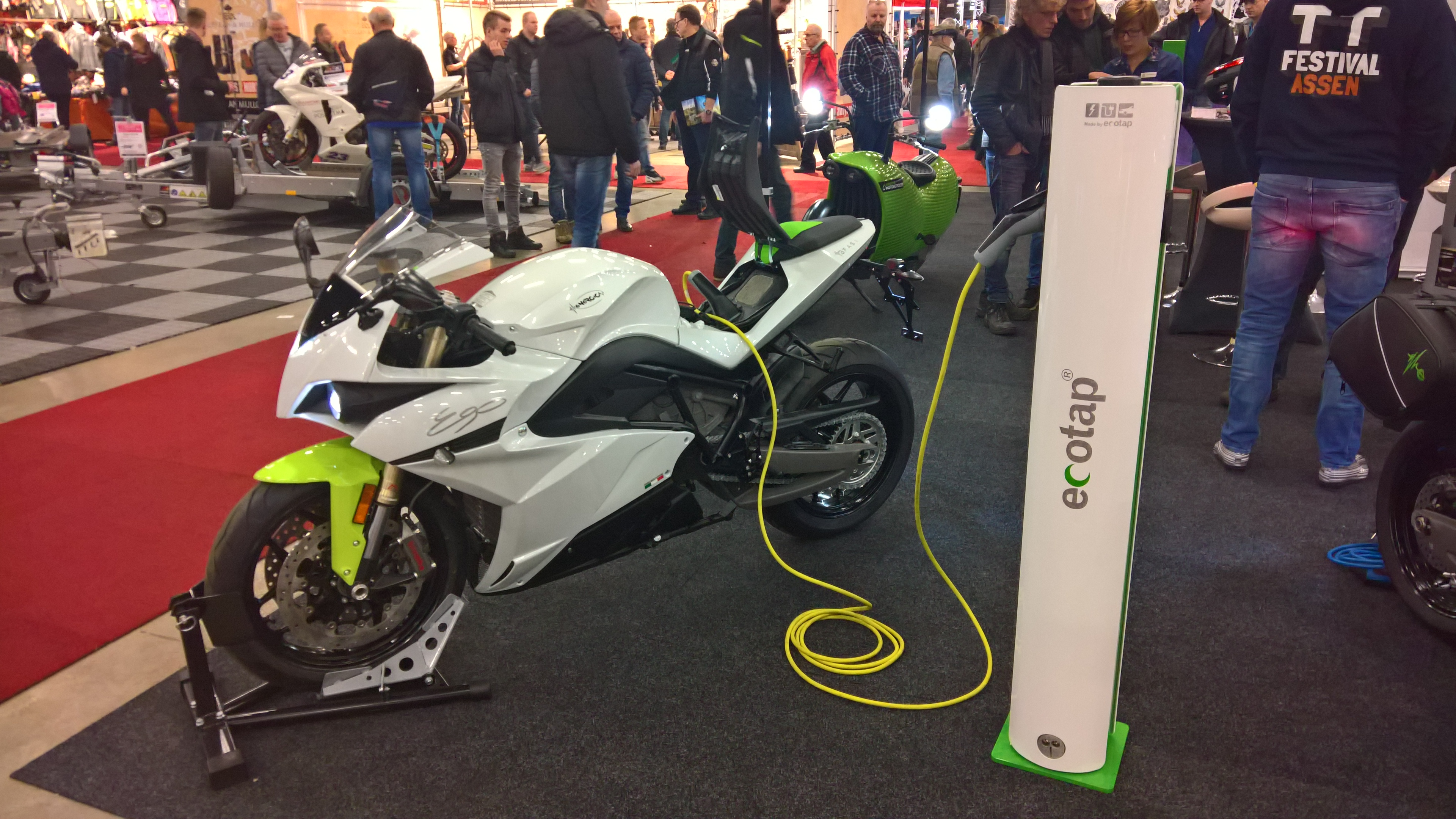
Energica Ego

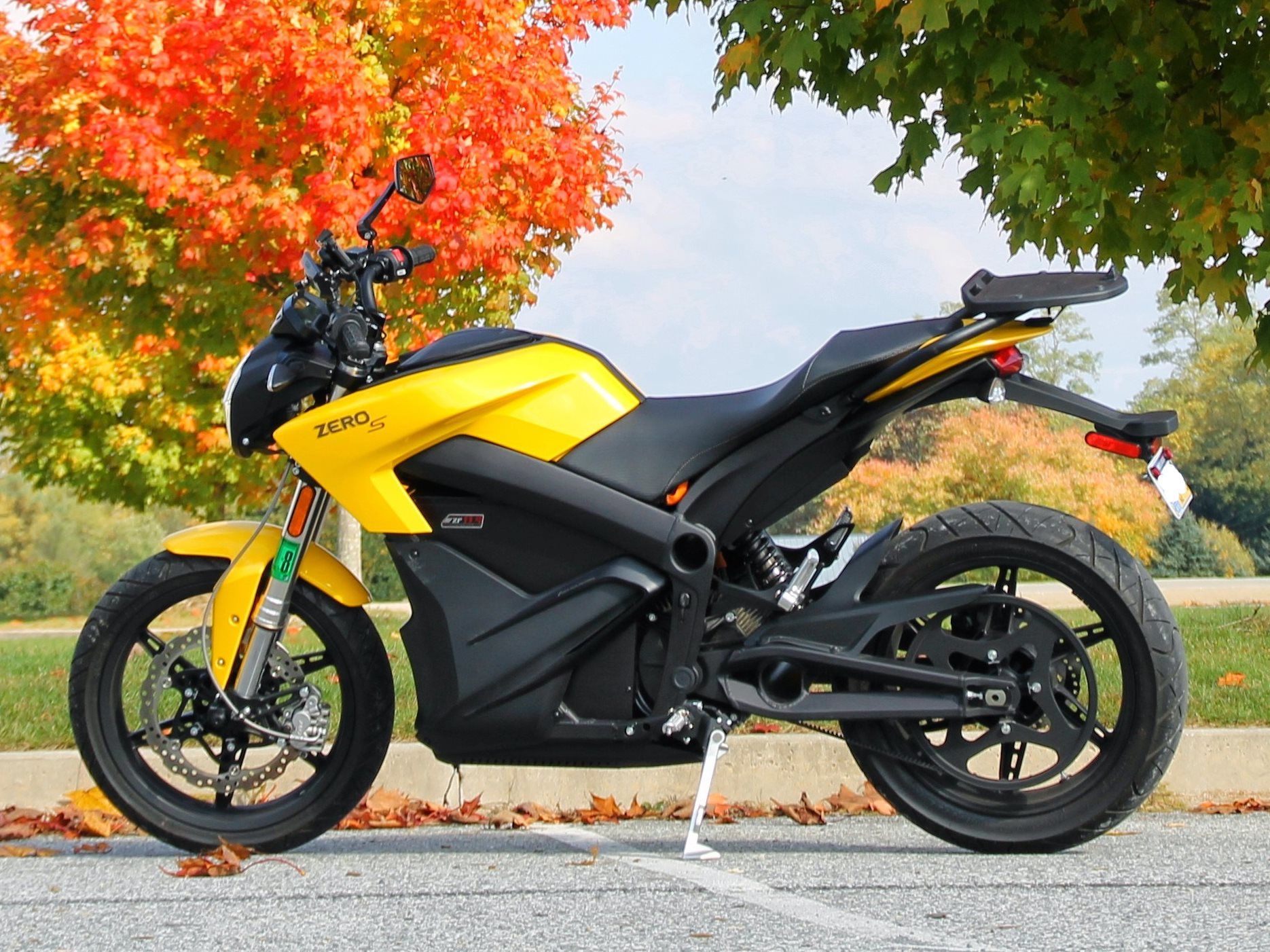
Zero Motorcycles

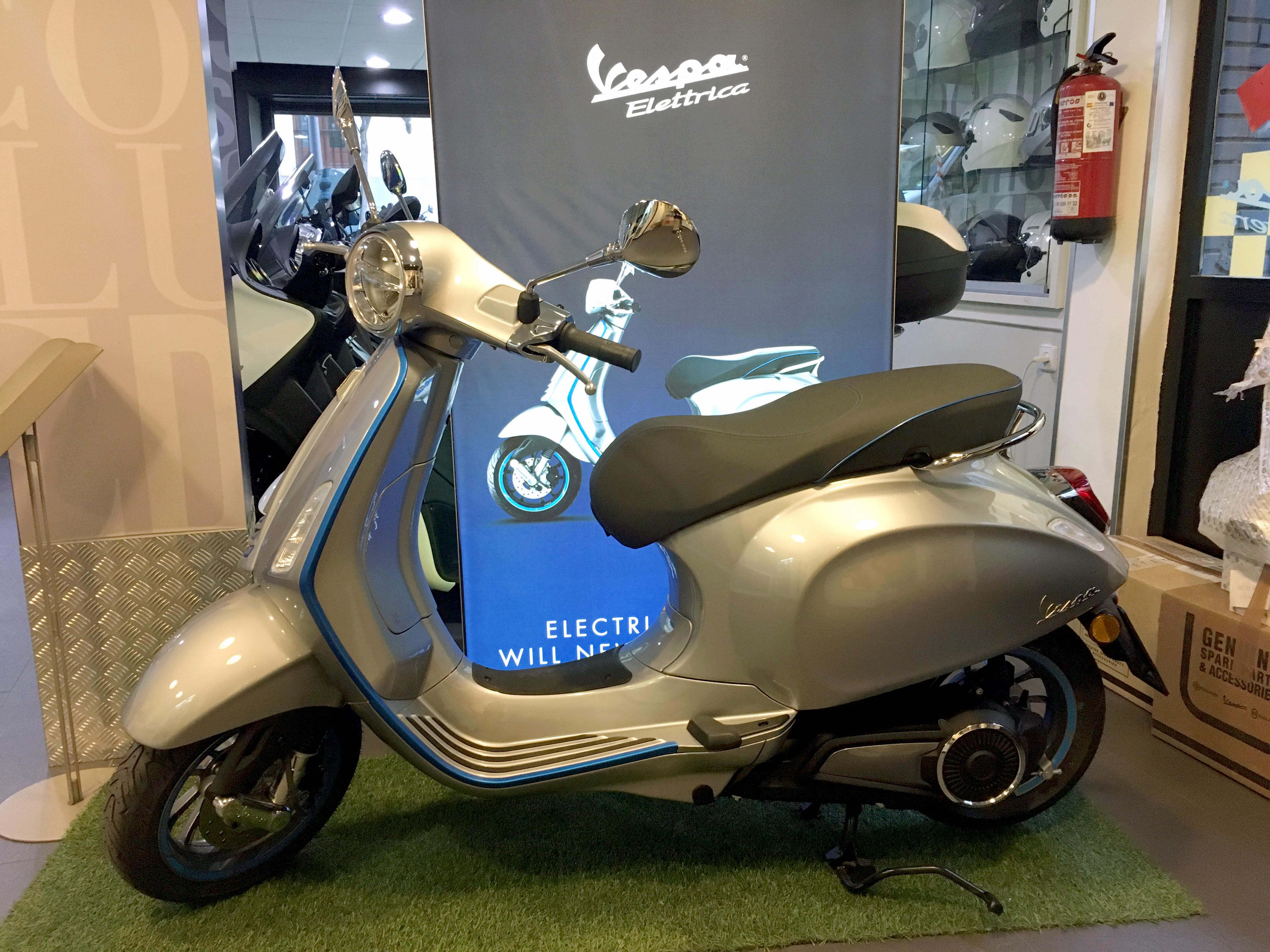

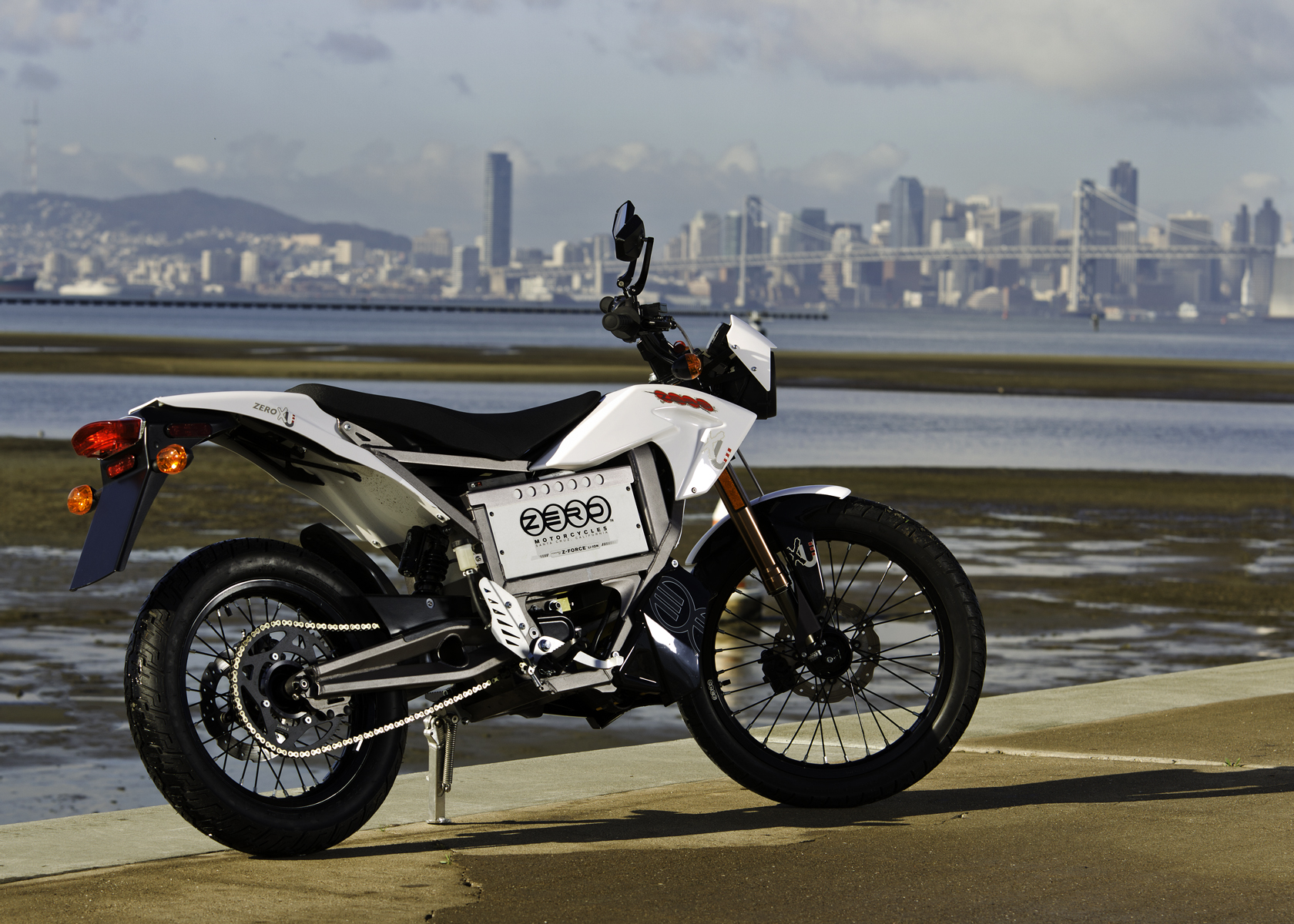

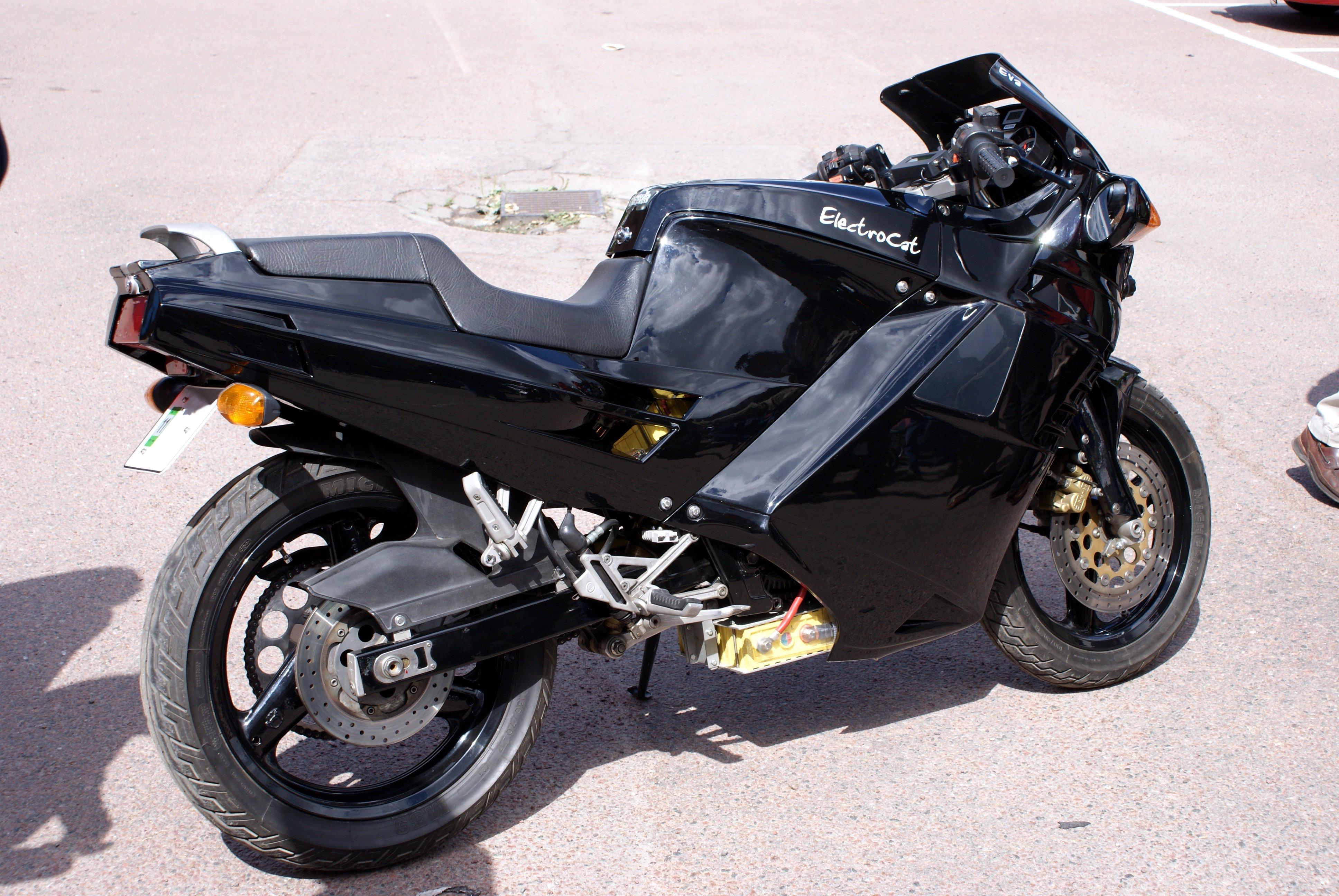

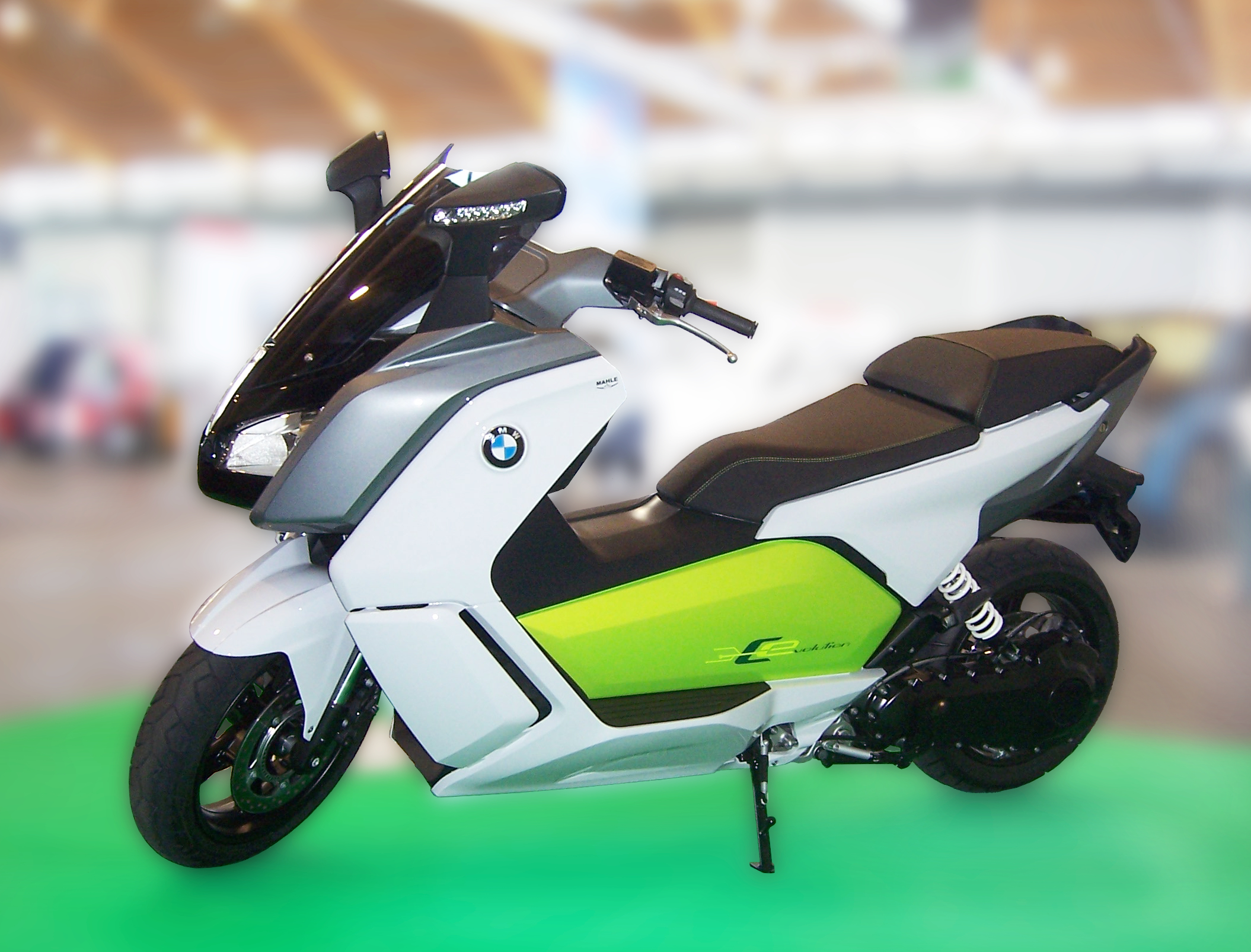

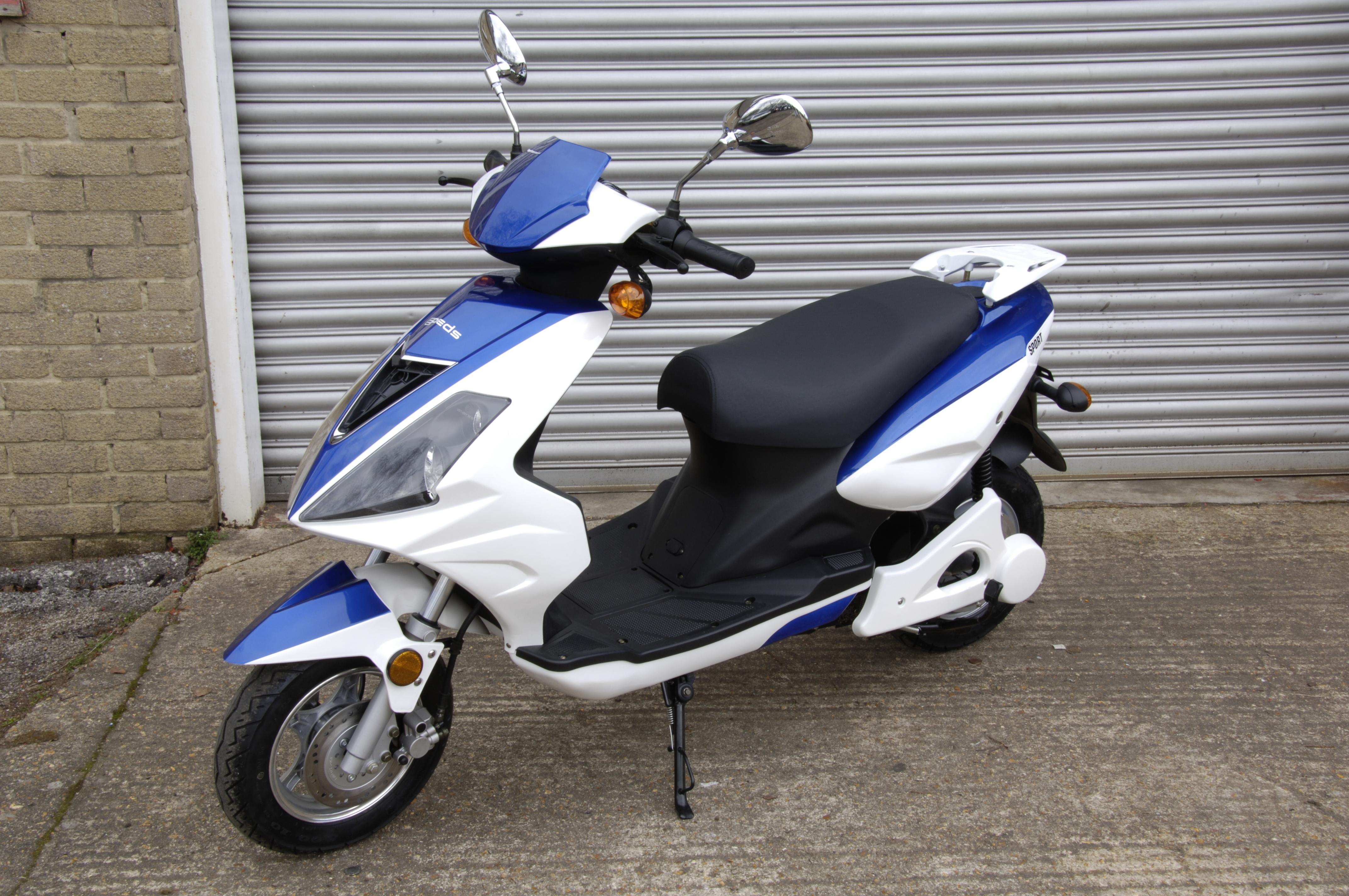

Es una motocicleta, motoneta o escúter eléctrica (del inglés electric scooter), hace referencia a todo aquel tipo de motocicleta que utiliza un motor eléctrico como medio de propulsión.

## Fuente de energía
Se han desarrollado algunos prototipos de pilas de combustible, siendo algunos ejemplos el ENV de Intelligent Energy, el scooter de Honda que utiliza el Honda FC Stack y el Yamaha FC-AQEL.
También se están en desarrollo prototipos de motocicletas híbridas con motor de gasolina y motor eléctrico. Algunos ejemplos son el Ecycle, y el Yamaha Gen-RYU.
No obstante, los modelos en producción son de baterías.

## Historia
- Finales de 1860: se pueden encontrar las primeras referencias a motocicletas eléctricas en patentes.
- 1911: de acuerdo a un artículo en Popular Mechanics está disponible la primera motocicleta eléctrica.[1]
- 1992: Roberto Eugenio Gentile presenta en la Feria de Los Inventos Buenos Aires, Argentina un Vehículo Biciclo Impulsado por Energía Eléctrica, capaz de desarrollar 65 km/h con una autonomía de 50 kilómetros. Gentile, continuo con el desarrollo de Motocicletas Eléctricas obteniendo una patente de invención en 1996 en Argentina y el reconocimiento de ONUDI
- 2007:
  - A123 Killacycle alimentada por una batería de ion litio logra el récord de 270 km/h al recorrer 400 metros en 7,824 s en Phoenix.[2]
  - Axle Corporation planea comercializar una versión mini-scooter del EV-X7, con un precio aproximado de 2100 dólares.[3]
- En noviembre de 2018, y dentro del salón Eicma de Milán, se presentó la primera Harley-Davidson eléctrica de la Historia . Se denomina LiveWire y llegará en el año 2019, con un precio de partida en el mercado español de 33.700 euros. Cuenta con una autonomía en tráfico urbano estimada de 185 kilómetros con una sola carga, acelera de 0 a 100 km/h en 3,5 segundos, al tiempo que no requiere de utilización ni de embrague ni de cambio de marchas

## Ventajas e inconvenientes
Las motocicletas y scooters eléctricos aumentan su popularidad en la medida en la que aumentan los precios de la gasolina. La tecnología de las baterías mejora de forma continua haciendo más práctico este medio de transporte.
Ventajas del motor eléctrico sobre el de gasolina:
- No producen contaminación atmosférica.
- No producen contaminación sonora.
- Los costos de combustible para el motor eléctrico son aproximadamente el 10% de los costos para el motor de gasolina
- Se puede utilizar en interiores.
- No se necesitan viajes a la gasolinera.
- Hay modelos por debajo de los 400 euros.[5]
- Mantenimiento reducido y económico

Inconvenientes:
- Los gastos iniciales son mayores que en la motocicleta o scooter de gasolina equivalente.
- Menor autonomía antes de repostar
- Mayor tiempo de repostaje
- Pocos enchufes eléctricos están instalados en las calles o carreteras.

## Principales categorías en motocicletas de 3 ruedas
Normalmente cualquier vehículo de tres ruedas que puede desplazarse a más de 50 km/h se clasifica como motocicleta. Esta clasificación no depende de si el conductor se encuentra encerrado en el vehículo o expuesto a los elementos. Aun así los vehículos de 3 ruedas se dividen en dos categorías:
- 1 rueda delantera y 2 traseras, conocido como diseño delta o diseño de triciclo tradicional.
- 2 delanteras y 1 trasera, conocido como diseño tadpole.

Algunas motocicletas de tres ruedas encierran al conductor en una cabina. Entre ellas se incluyen: Gizmo, Twike y NmG.
Algunas motocicletas de tres ruedas tienen sistemas de suspensión independientes lo que permiten inclinar y adaptarse mejor al vehículo. Entre ellas está el modelo S03 de la empresa española Silence.

## Fabricantes y comparación de algunos vehículos
| Nombre              | Vel. tope (km/h) | Potencia (kW) | Precio (€) | Tipo de vehículo | Material batería  | Capacidad batería (kWh) | Vida batería garantizada | Rango            | Comentarios |
| ------------------- | ---------------- | ------------- | ---------- | ---------------- | ----------------- | ----------------------- | ------------------------ | ---------------- | ----------- |
| Bereco 2500W        | 55               | 2,5           | 1.900      | Scooter          | Silicio, 48 volts | 1,92                    | 2 años o 10 000 km       | 40 km @ 45 km/h  |             |
| Bereco EVO          | 75               | 5,5           | 4.100      | Scooter          | Li-Ion, 64 volts  | 2,56                    | 2 años o 80.000 km       | 60 km @ 65 km/h  |             |
| Vectrix VX-1        | 110              | 20            | 7.680      | Scooter          | NiMH, 125 volts   | 3,75                    | 2 años                   | 110 km @ 40 km/h |             |
| Quantya Evo 1 Track | 70               | 8,5           | 8.700      | Off-road         | LiPo, 48 volts    |                         | 2 años                   | 30 - 180 min     |             |